# スカパンの悪だくみ

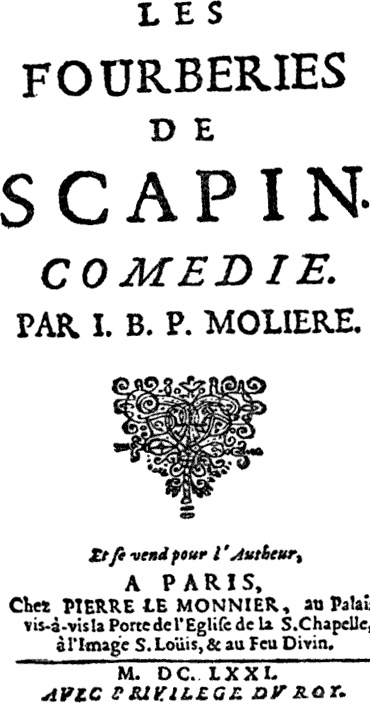

『スカパンの悪だくみ』（スカパンのわるだくみ、仏語原題： Les Fourberies de Scapin ）は、モリエールの戯曲。1671年発表。パレ・ロワイヤルにて同年5月24日初演。

## 登場人物
- アルガント…オクターヴとゼルビネットの父
- ジェロント…レアンドルとイアサントの父
- オクターヴ…アルガントの息子、イアサントの恋人
- レアンドル…ジェロントの息子、ゼルビネットの恋人
- ゼルビネット…レアンドルの恋人。ジプシーの娘と思われていたが、後にアルガントの娘であることが判明する
- イアサント…ジェロントの娘、オクターヴの恋人
- スカパン…レアンドルの従僕。悪だくみの名人
- シルヴェストル…オクターヴの下僕
- ネリーヌ…イアサントの乳母
- カルル…スカパンの友人

## あらすじ
舞台はナポリ。

### 第1幕
オクターヴとシルヴェストルの会話から幕開け。オクターヴの父親、アルガントは仕事仲間のジェロントと共に2か月前から仕事の都合で船に乗っていた。2人はその父親が帰ってくると知って焦っている。オクターヴは、ジェロントの娘との結婚を押し付けられている上に、すでにイアサントと秘密裡に結婚をしたことが知られてしまっているからであり、シルヴェストルはオクターヴの世話役を任されながらも、彼の結婚を止めなかったからだ。上手く策略が思いつかない2人は、機知縦横を誇るスカパンに助けを求めることにした。スカパンはオクターヴに、アルガントへの弁解の仕方を練習させるが、いざアルガントが現れると、怖気づいて逃げ出してしまった。しかたなく独力でアルガントを言いくるめるスカパンであった。

### 第2幕
ジェロントに会って感激するレアンドルであったが、ジェロントは違った。アルガントに息子の不埒行為のことで嫌味を言ったら、逆に「スカパンからレアンドルの方がもっとひどいことをしでかしたと言っていた」と切り返されたからだ。スカパンにだけ打ち明けていた秘密をあっさりばらされたと知って、激怒し、スカパンを斬り倒しかねない勢いで問い詰めるレアンドル。そこへカルルがやってきた。ゼルビネットがジプシーに連れ出されそうになっており、2時間以内に身代金を届けてもらえないと永遠に会えなくなってしまうという。そこでスカパンは、イアサントのために金が必要なオクターヴ、ならびにレアンドルのため、金を各々の父親から巻き上げることにした。初めにアルガントからだますことにしたスカパンは「イアサントの兄は殺し屋なので、彼に賄賂を贈れば結婚を破断にできる」と話をでっちあげ、金を巻き上げようとするが、成功しかかって失敗してしまった。だがそこへ、イアサントの兄に扮装したシルヴェストルがやってきた。金にありつけないことが分かって、アルガントを含む何人もの人をぶった斬ると息巻く。それを隠れて聞いていたアルガントは、ふるえながら金を出すことを決意するのだった。無事1人片付けるのに成功したので、今度はジェロントに取り掛かる。「レアンドルがトルコ軍艦にうっかり乗り込んでしまい、身代金を請求されている」という話をでっちあげた。こちらも無事金を巻き上げるのに成功したが、先ほどレアンドルに危うく斬り倒されそうになった件を忘れられず、ジェロントに対する怒りが収まらないので、ちょっとしたいたずらを決意するスカパンであった。

### 第3幕
ジェロントへのいたずらを実行に移すスカパン。ジェロントに「イアサントの兄である殺し屋が、旦那様を殺すために探し回っている」と吹き込む。助けを求めたジェロントは、スカパンの策にしたがって袋の中へ入ることにした。スカパンにそれを背負わせて、逃げ出そうという算段である。歩き出した途中で、殺し屋に出会ったふりをし、声を変えて1人で2役をこなすスカパン。その話の成り行きとして、袋をぶん殴ることで、ジェロントへの軽い悪戯としたのであった。それを2度繰り返すが、3度目の最中にジェロントが袋から顔を出したことで、ばれてしまう。そこへ笑いながら登場するゼルビネット。彼女は目の前にいる男がジェロントとは知らず、スカパンがジェロントから金を巻き上げた話を、笑い話として話してしまった。すべてに気づいたジェロントとアルガントは、仕返ししようと考えるが、そこへネリーヌがやってきた。彼女をきっかけに、イアサントがジェロントの娘であること、ゼルビネットはアルガントの娘であることが判明したのだった。親同士のもくろみ通りの結婚は果たされ、アルガントの亡くしたと思っていた娘は見つかり、すべてことは丸く収まる。幕切れ。

## 成立過程
本作はテレンティウスの戯曲「ポルミオ( Phormio )」に着想を得て、それに道化役者タバラン好みの笑劇的な要素を多分に盛り込んで完成した。
オクターヴとレアンドルの性格描写などはテレンティウスとほぼ同じであるが、古代ローマ劇に特有の居候や奴隷と言った登場人物は省いた代わりに、スカパンという悪知恵に長けた従僕を登場させ、縦横に活躍させている。このスカパン(イタリア語ではスカッピーノ)は、本来イタリア喜劇に出てくる従僕の一つの型である。モリエールの最初の喜劇作品「粗忽者」は、イタリアの作家ベルトラーメの芝居の翻案であり、この芝居の主人公マスカリーユは、原作ではスカッピーノと言う名前である。
タバランはポン・ヌフにおいて活動していた大道芸人で、イタリアを起源とするファルスを好んで演じていた。彼の出し物の中には、「亭主や空威張りする隊長を袋に入れて引っぱたく」場面があったことは、それを立証する記録が遺っている。本作にそれが取り入れられている。モリエールはポン・ヌフの近くの家で幼少期を過ごしたので、彼の芸を観たのは確実であろう。モリエールの側近で劇団の会計係を務めていたラ・グランジュの帳簿によれば、「袋のなかのゴルジビュス」なる作品を1661,3,4年の3回にわたって上演したと記録されている。これを発展させて、数年後に「スカパンの悪だくみ」が完成したものと思われる。
この芝居は「ポルミオ」から粗筋を借り、タバラン風の一場面を付け加えただけでなく、プラウトゥスなどの他の作家などから多くの借用を行っている。特にシラノ・ド・ベルジュラックの「愚弄された衒学者」からは第二幕第四場を遠慮会釈もなく拝借するに及んでいる。それが第2幕第10景の「トルコの軍艦」の場面である。然しながら、この場面は抑もシラノの独創では無論無く、1611年に出版されたフラミオ・スカーラの『隊長』と言う芝居の中の筋書に見出されるものである。また、第三幕第三場におけるゼルビネットとジェロントの対話の場面は、「愚弄された衒学者」の第三幕第二場と酷似している。モリエールがシラノの芝居を読んでいた事は間違いの無い事と思われはするが、古典作家にとって模倣は常であるとは言え、この場合は同時代人からの借用の跡があまりにも歴然であるがゆえに、ボアローは問題にしたのであろう。
現在ではフランス国内外をはじめ、頻繁に上演されているが、モリエールが生存中は失敗に近い興行成績しか上げられなかった。当時のパリ市民たちは本作よりも、歌や舞踊がふんだんに取り入れられている「町人貴族」のほうをより好んだようである。

## 解説
- 第1幕第7景にて、スカパンがシルヴェストルを「芝居に出てくる王様のように」歩かせる場面は、モリエールの劇団のライバルであったブルゴーニュ劇場の俳優たちの演技を皮肉ったものであるという。その演技は、大げさで臭いことで有名だった。「ヴェルサイユ即興」においても同様の演技を批判している[4]。

- 第2幕第8景においてのスカパンのセリフには、粉本となったテレンティウスの戯曲のセリフとほぼ同様の言葉が見いだせる[5]。

- 上と同様の景のスカパンのセリフに「裁判がどんなに面倒なものか考えてごらんなさい！」と言い、この後に裁判にかかる費用(弁護士、書記など…)を延々と並べたてるものがあるが、これは17世紀当時の裁判がいかに面倒なもので、裁判官が腐敗していたかを示す1つの証左となっている。モリエールは同様の諷刺を「人間嫌い」においても取り入れている。また、列挙された費用の中には印紙税が欠けているが、この制度がフランスに導入されたのは、本作の初演が行われてから2年後のことであるからだという。余談であるが、モリエールは弁護士資格を持っているため、その作品に度々法律用語が出てくる[6]。

- 第2幕第10景に見られるような、海賊にさらわれるというような物語は、当時においては決して空想のものではなく、現実的な脅威であった。実際、モリエールの後継者と目されているジャン=フランシス・ルニャールは、17歳のころ海賊にさらわれ、欧州からアフリカまで、各地を転々とした。その経験を著作の中で語っている。また、西洋人から見ればトルコ人は異教徒であったので、それが転じて「残酷な人間」とか「けち」といった様々な悪い意味を乗せて使われることが多く、モリエールの作品の中でも多数見られる表現である[7]。

- 第2幕第10景におけるジェロントの「いったいどうして軍艦なんかに乗りこんだんだ？」という台詞は有名である。効果的に繰り返すことで、笑いを生んでいる[8]

- フランス語原典においては、全体的にスカパンのセリフはガスコーニュなまりのフランス語であり、第3幕第2景など、各々の場面においてそれが面白おかしく生かされている[9]。

## 評価
- ジャック・コポーは本作品を上演するにあたって、綿密な演出ノートを作成した。このノートにはモリエールの演劇的才能の豊かさに、心からの畏敬の念を捧げていたことがわかる[1]。
- 『人間嫌い』を高く評価していたニコラ・ボアロー＝デプレオーは、大衆を喜ばせるために低俗な演劇を書くモリエールを苦々しく思い、その著作にて次のように述べた。

## 日本語訳
- 鈴木力衞訳、岩波文庫、1953年
- 『スカパンのぺてん』川島順平訳、（モリエール全集 第二卷 所収）、中央公論社、1934年
- 『スカパンの悪だくみ』鈴木力衛 訳、（世界古典文学全集 47 モリエール篇 所収）、筑摩書房、1965年
- 『スカパンの悪だくみ』鈴木力衛 訳、（モリエール全集 3 所収）、中央公論社、1973年
- 『スカパンの悪だくみ』鈴木康司訳、（世界文学全集 11 所収）、講談社、1978年

## 翻案
- 『瞞着男』草野柴二訳、（モリエエル全集 下巻 所収）、金尾文淵堂・加島至誠堂、1908年
  - 元版　『喜劇/瞞着男』草野柴二訳、明星 1905年12月号～1906年1月号掲載